# Tobogan als Jocs Olímpics d'hivern de 2022
Als Jocs Olímpics d'Hivern de 2022, que se celebraren a la ciutat de Pequín (República Popular de la Xina), es disputaren dues proves de tobogan, una de masculina i una de femenina. Les proves es disputaren del 10 al 12 de febrer de 2022.
Un total de 50 esportistes van prendre part en les proves, 25 per cada gènere.

## Horari de competició
Aquest és el calendari de les proves.
 Tots els horaris són en (UTC+8).
| Data         | Hora  | Prova               |
| ------------ | ----- | ------------------- |
| 10 de febrer | 09:30 | Homes, curses 1 i 2 |
| 11 de febrer | 09:30 | Dones, curses 1 i 2 |
| 11 de febrer | 20:20 | Homes, curses 3 i 4 |
| 12 de febrer | 20:20 | Dones, curses 3 i 4 |

## Medallistes
| Prova                   | Or                         | Or      | Plata                  | Plata   | Bronze              | Bronze  |
| Tobogan masculí detalls | Christopher Grotheer (GER) | 4:01.01 | Axel Jungk (GER)       | 4:01.67 | Yan Wengang (CHN)   | 4:01.77 |
| Tobogan femení detalls  | Hannah Neise (GER)         | 4:07.62 | Jaclyn Narracott (AUS) | 4:08.24 | Kimberley Bos (NED) | 4:08.46 |

## Medaller
| Pos.  | País            | Or | Plata | Bronze | Total |
| 1     | Alemanya        | 2  | 1     | 0      | 3     |
| 2     | Austràlia       | 0  | 1     | 0      | 1     |
| 3     | R.P. de la Xina | 0  | 0     | 1      | 1     |
| 3     | Països Baixos   | 0  | 0     | 1      | 1     |
| Total | Total           | 2  | 2     | 2      | 6     |